# Новониколаевка (Алтайский край)

На въезде в село Новониколаевка

Новониколаевка — село в Рубцовском районе Алтайского края. Административный центр Новониколаевского сельсовета.

## История
Село основано в 1921 году переселенцем из Локтевского района Николаем Кравченко.
С 1924 года в селе действовало товарищество по совместной обработке земли «Заря», примерно в то же время возникло и овцеводческое хозяйство «Алтай». В июне 1928 года они объединились в сельскохозяйственную коммуну «Сибмеринос». В 1933 году коммуна перешла на «Устав сельскохозяйственной артели», а в 1950 году объединилась с артелями «Колхозная степь», «Третья пятилетка» и «Новый мир» в колхоз «Страна Советов» с центром в Новониколаевке. В период с 1928 по 1948 годы в колхозе была выведена новая порода овец — алтайская тонкорунная, высоко ценившаяся по всему СССР. В постсоветский период хозяйство пришло в упадок.
В 1928 г. поселок Ново-Николаевка состоял из 57 хозяйств, основное население — украинцы. Центр Ново-Николаевского сельсовета Локтевского района Рубцовского округа Сибирского края.

## Население
| 1926  | 1997  | 1998  | 1999  | 2000  | 2001  | 2002  |
| ----- | ----- | ----- | ----- | ----- | ----- | ----- |
| 369   | ↗1192 | ↘1177 | ↘1162 | ↗1166 | ↘1127 | ↘1117 |
| 2003  | 2004  | 2005  | 2006  | 2007  | 2008  | 2009  |
| ↘1080 | ↘1056 | ↗1083 | ↗1087 | ↘1074 | ↗1094 | ↘1087 |
| 2010  | 2011  | 2012  | 2013  |       |       |       |
| ↘921  | ↘920  | ↘901  | ↘887  |       |       |       |